# Иванецу (Бузау)
Иванецу (рум. Ivănețu) насеље је у Румунији у округу Бузау у општини Браешти. Oпштина се налази на надморској висини од 681 m.

## Становништво
Према подацима из 2002. године у насељу је живело 656 становника, од којих су сви румунске националности.